# Daniel Roby
Daniel Roby (25 d'octubre de 1970, Mont-real, Quebec) és un director quebequès que ha treballat com a director de cinema, director de fotografia, productor i editor. Està diplomat per la Universitat Concordia i per la Universitat del Sud de Califòrnia. La seva primera pel·lícula, La Peau blanche (2004) fou premiada al Festival Internacional de Cinema de Toronto amb el premi al millor llargmetratge canadenc i entre les 10 millors pel·lícules canadenques de l'any.

## Filmografia

### Com a director de fotografia
- 2006: François en série (sèrie de televisió)
- 2004: La Vie rêvée de Mario Jean (sèrie de televisió)
- 2003: La cérémonie (curtmetratge)
- 2003: Quelques instants de la vie d'une fraise
- 2003: Hommes en quarantaine (sèrie de televisió)
- 2002: Fly Fly
- 2001: Nos bras meurtris vous tendent le flambeau
- 2001: Trick or Treat
- 2000: La promesse

### Com a director
- 2018: Dans la brume
- 2015: Versailles (sèrie de televisió)
- 2013: Louis Cyr: L'homme le plus fort du monde
- 2011: Funkytown
- 2004: La Peau blanche
- 2003: Quelques instants de la vie d'une fraise

### Com a productor
- 2007: Still Life
- 2004: La Peau blanche
- 2003: La cérémonie
- 2003: A Tall Tale
- 2003: Quelques instants de la vie d'une fraise
- 2001: Nos bras meurtris vous tendent le flambeau
- 2000: Lila (coproductor)